# Glocken
Das Glocken ist ein Verfahren, durch das mit Hilfe eines erhitzten messingenen Kegels, des Glockeisens, faltenreiche Krausen und Besetzungen an Kleidern so geglättet werden, dass eine Reihe halbrunder Bögen entsteht.